# Paracicadula coniceps
Paracicadula coniceps är en insektsart som beskrevs av Henry Fairfield Osborn 1934. Paracicadula coniceps ingår i släktet Paracicadula och familjen dvärgstritar. Inga underarter finns listade i Catalogue of Life.